# Francheville (Jura)
Francheville é uma comuna francesa na região administrativa de Borgonha-Franco-Condado, no departamento de Jura. Estende-se por uma área de 1,46 km². Em 2010 a comuna tinha 58 habitantes (densidade: 39,7 hab./km²).